# Haberman Feeder

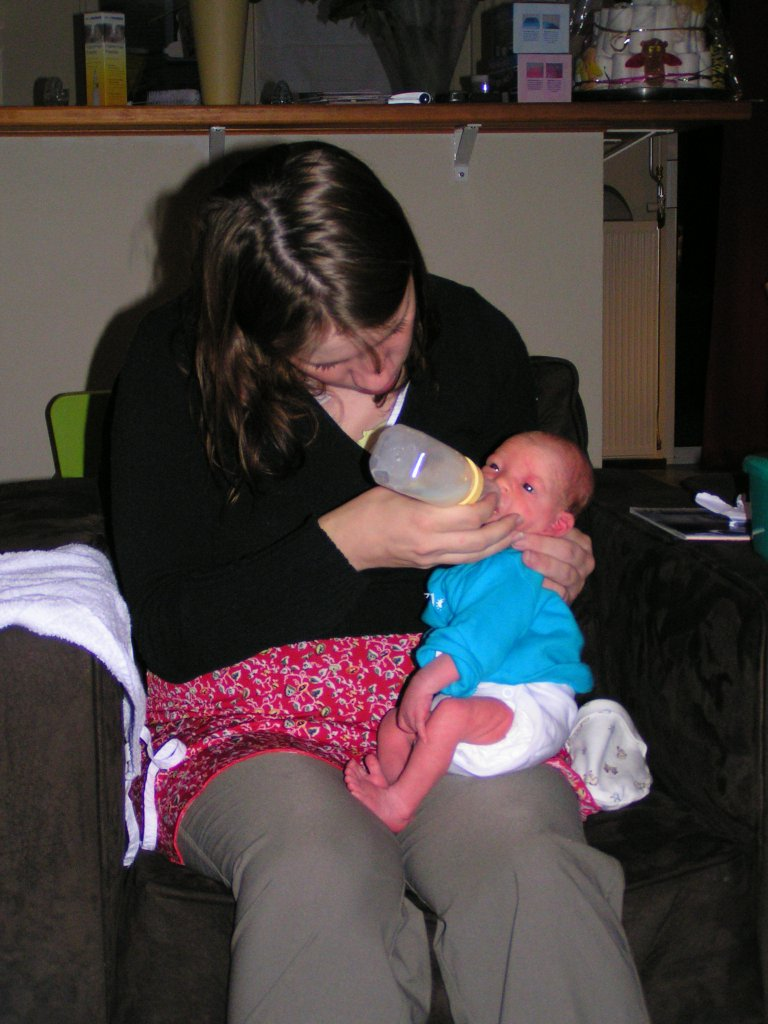
Un ser de criatura va alimentar utilitzar el Haberman Alimentador. El upright seient la posició permet gravetat per ajudar la criatura s'empassa la llet

El Haberman Feeder (marca registrada) és una ampolla especialitzada anomenada per la seva inventora Mandy Haberman per criatures amb problemes per xuclar (per exemple a causa de leporisme o síndrome de Mobius). El disseny de l'alimentador és per simular el donar el pit.

## Origen
La recerca de Mandy Haberman incloïa contacte amb l'Associació del Leporisme el Paladar de Gran Bretanya, i un estudi de cineradiògrafs d'alletar infants, de manera que pogués comprendre millor la mecànica de l'alimentació. Ella ressaltava especialment les diferències entre bottle feeding (que principalment és xuclar) i breastfeeding (bombament).

## Com funciona
El disseny de l'alimentador el permet ser activat per pressió amb la llengua i la geniva, imitant la mecànica implicada en donar el pit, més que per xuclar.
Una vàlvula unidireccional separa el mugró de l'ampolla. Abans de començar l'alimentació, l'aire és espremut fora del mugró i és automàticament reemplaçat per llet materna a través del vàlvula. La llet no pot fluir enrere a l'ampolla i és reomplerta contínuament a mesura que la criatura s'alimenta. Una vàlvula oberta a prop de la punta del mugró impedeix que la criatura rebi massa llet. Parar o reduir el flux de llet es controla per rotació del mugró a la boca de la criatura. Normalment el mugró es marca amb línies que indiquen flux zero, flux moderat, i flux màxim. Per infants que necessiten assistència amb els seus esforços alimentaris, la mare—o qui sigui està alimentant la criatura—pot aplicar una acció de bombament suau al cos del mugró.

Els números en la secció es llisten a sota:
1. Tetina, aquesta part és inserida a la boca de la criatura .
2. Tetina, aquesta part s'usa per esprémer suaument la llet a la boca de la criatura i per mantenir la tetina omplerta de llet.
3. Part flexible de la vàlvula. La llet a la tetina no pot fluir enrere a l'ampolla, així quan s'exprem la llet flueix a la boca de la criatura, alhora la llet és xuclada a la tetina
4. Anell per mantenir la tetina i la vàlvula per sobre l'ampolla.
5. Ampolla per a bebès estàndard (només es mostra la part superior).

## Informació de la patent
GB de patent del Regne Unit2169210 cobrint l'alimentador va ser sol·licitat damunt 11 de desembre de 1985 i concedit damunt 5 de gener de 1989 .